# Genostoma kozloffi
Genostoma kozloffi is een platworm (Platyhelminthes). De worm is tweeslachtig. De soort leeft als parasiet onder de carapax van de kleine kreeftachtige Nebalia pugettensis.
Het geslacht Genostoma, waarin de platworm wordt geplaatst, wordt tot de familie Genostomatidae gerekend. De wetenschappelijke naam van de soort werd voor het eerst geldig gepubliceerd in 1993 door Hyra.